# Бернд Ґрене
Бернд Ґрене (нім. Bernd Gröne, 19 лютого 1963) — німецький велогонщик.
Срібний призер Олімпійських Ігор 1988 року в груповій шосейній гонці.